# Lijst van burgemeesters van Asperen
Dit is een lijst van burgemeesters van de voormalige Nederlandse gemeente Asperen op de grens van Zuid-Holland en Gelderland die op 1 januari 1986 werd toegevoegd aan de gemeente Vuren (een jaar later hernoemd in de gemeente Lingewaal).

## 17e eeuw
| Ambtsperiode | Naam burgemeester                              | Naam burgemeester             |
| ------------ | ---------------------------------------------- | ----------------------------- |
| 1620/1621    | Andries Gerritsz                               | Jan Jansz Colff               |
| 1621/1622    | Jan Ottensz van Acquoy                         | Andries Gerritsz              |
| 1622/1623    | Andries Gerritsz                               | Jan Ottensz van Acquoy        |
| 1623/1624    | Andries Gerritsz                               | Jan Ottensz van Acquoy        |
| 1624/1625    | Jan Ottensz van Acquoy                         | Adriaan Joosten Boellaard     |
| 1625/1626    | Gerrit Willemsz van Bentum                     | Adriaan Joosten Boellaard     |
| 1626/1627    | Adriaan Joosten Boellaard                      | Pieter Eymbertsz Verburch     |
| 1627/1628    | Cornelis Gerritsz van Middelcoop               | Pieter Eymbertsz Verburch     |
| 1628/1629    | Cornelis Gerritsz Middelcoop                   | Pieter Eymbertsz Verburch     |
| 1629/1630    | Cornelis Gerritsz van Middelcoop               | Adriaan Joosten Boellaard     |
| ??           | ??                                             |                               |
| 1635/1636    | Willem Sandersz van Leerdam                    | Pieter Eymbertsz Verburch     |
| 1636/1637    | Adriaan Joosten Boellaard                      | Pieter Eymbertsz Verburch     |
| 1637/1638    | Adriaan Joosten Boellaard                      | Pieter Eymbertsz Verburch     |
| 1638/1639    | Adriaan Joosten Boellaard                      | Willem Sandersz van Leerdam   |
| 1639/1640    | Dirk Jansz Cleijn                              | Willem Sandersz van Leerdam   |
| 1640/1641    | Dirk Jansz Cleijn                              | Arien Joosten Boellaard       |
| 1641/1642    | Dirk Jansz Cleijn                              | Arien Joosten Boellaard       |
| 1642/1643    | Dirk Jansz Cleijn                              | Arien Joosten Boellaard       |
| 1643/1644    | Eymbert Verburch                               | Arien Joosten Boellaard       |
| 1644/1645    | Eymbert Verburch                               | Willem Sandersz van Leerdam   |
| 1645/1646    | Eymbert Verburch                               | Willem Sandersz van Leerdam   |
| 1646/1647    | Jan Aartsz de Swart                            | Willem Sandersz van Leerdam   |
| 1647/1648    | Jan Aartsz de Swart                            | Dirk Tiellemansz van Glabbeek |
| 1648/1649    | Joost Ariensz Boellaard                        | Dirk Tiellemansz van Glabbeek |
| 1649/1650    | Joost Ariensz Boellaard                        | Willem Sandersz van Leerdam   |
| 1650/1651    | Jan Aartsz de Swart                            | Willem Sandersz van Leerdam   |
| 1651/1652    | Jan Aartsz de Swart                            | Joost Ariensz Boellaard       |
| 1652/1653    | Jan Aartsz de Swart                            | Joost Ariensz Boellaard       |
| 1653/1654    | Jan Aartsz de Swart                            | Joost Ariensz Boellaard       |
| 1654/1655    | Jan Aartsz de Swart                            | Joost Ariensz Boellaard       |
| 1655/1656    | Pieter Jansz van Mourik                        | Joost Ariensz Boellaard       |
| 1656/1657    | Pieter Jansz van Mourik                        | Cornelis Woutersz de Groot    |
| 1657/1658    | Pieter Pietersz van Kessel                     | Cornelis Woutersz de Groot    |
| 1658/1659    | Pieter Pietersz van Kessel                     | Joost Ariensz Boellaard       |
| 1659/1660    | Otto Jansz van Schendel                        | Joost Ariensz Boellaard       |
| 1660/1661    | Otto Jansz van Schendel                        | Pieter Jansz van Mourik       |
| 1661/1662    | Otto Jansz van Schendel                        | Pieter Jansz van Mourik       |
| 1662/1663    | Cornelis Woutersz de Groot                     | Pieter Jansz van Mourik       |
| 1663/1664    | Cornelis Woutersz de Groot                     | Cornelis Aartsz de Swart      |
| 1664/1665    | Pieter Pietersz van Kessel                     | Cornelis Aartsz de Swart      |
| 1665/1666    | Pieter Pietersz van Kessel                     | Otto Jansz van Schendel       |
| 1666/1667    | Cornelis Woutersz de Groot                     | Otto Jansz van Schendel       |
| 1667/1668    | Cornelis Woutersz de Groot                     | Otto Jansz van Schendel       |
| 1668/1669    | Cornelis Woutersz de Groot (ov.)               | Wouter Joosten de Groot       |
| 1669/1670    | Wouter Joosten de Groot                        | Hendrik Jansz van Acquoy      |
| 1670/1671    | Wouter Joosten de Groot                        | Hendrik Jansz van Acquoy      |
| 1671/1672    | Hendrik Jansz van Acquoy                       | Wouter Joosten de Groot       |
| 1672/1673    | Willem Spronck (4/1663 ov.)                    | Wouter Joosten de Groot       |
| 1673/1674    | Wouter Joosten de Groot                        |                               |
| 1674/1675    | Wouter Joosten de Groot (ov. 3(of 19?)-5-1674) | Pieter Pietersz van Kessel    |
| 1675/1676    | Joost Boellaard benoemd 31-7-1674              |                               |
| 1675         | Joost Boellaard                                | Pieter Pietersz van Kessel    |
| 1676/1677    | Joost Boellaard                                | Pieter Pietersz van Kessel    |
| 1677/1678    | Joost Boellaard                                |                               |
| 1678/1679    | Joost Boellaard                                | Dirk de Jongh                 |
| 1679/1680    | Joost Boellaard                                | Dirk de Jongh                 |
| 1680/1681    | Joost Boellaard                                | Jan van Mourik                |
| 1681/1682    | Cornelis Meijer                                | Jan van Mourik                |
| 1682/1683    | Cornelis Meijer                                | Jan van Mourik                |
| 1683/1684    | Jan Gijsbertsz van Asperen                     | Jan van Mourik                |
| 1684/1685    | Jan Gijsbertsz van Asperen                     | Jan van Mourik                |
| 1685-1688    | Pieter van Kessel                              | Cornelis van Mourik           |
| 1689-1690    | Pieter van Kessel                              | François Cools                |
| 1691         | Pieter Boellaard                               | Gijsbert van Doorn            |
| ??           | ??                                             |                               |
| 1699         | Gerrit Klijn                                   | Pieter Evertsz Boellaard      |

## 18e eeuw
| Ambtsperiode | Naam burgemeester       | Partij of stroming            |
| ------------ | ----------------------- | ----------------------------- |
| ??           | ??                      |                               |
| 1704         | Dirk de Jong            | Jacob Velthuijs               |
| 1705-1707    | Aart van Glabbeek       | Jacob Velthuijs               |
| 1708-1714    | Martinus Beekman        | Niklaas Spronk                |
| 1715-1721    | Niklaas Spronk          | Adriaan de Groot              |
| 1722         | ??                      |                               |
| 1723         | Niklaas Spronk          | Pieter Jansz van Maurik       |
| 1724         | Pieter Jansz van Maurik | Aard van Doorn                |
| 1725-1726    | Aard van Doorn          | Juriaan Verloop               |
| 1727         | Aard van Doorn          | Fredrik van Leerdam           |
| 1728-1731    | Fredrik van Leerdam     | Antony van Doorn              |
| 1732-1734    | Antony van Doorn        | Mattheis van Herwaarden       |
| 1735-1736    | Mattheis van Herwaarden | Jacobus van der Elst          |
| 1737-1738    | Jacobus van der Elst    | Fredrik van Leerdam           |
| 1739-1741    | Antony van Doorn        | Gerrid Pieterse Visser        |
| 1742-1743    | Gerrid Pieterse Visser  | Jacobus van der Elst          |
| 1744-1745    | Antony van Doorn        | Jacobus van der Elst          |
| 1746-1747    | Antony van Doorn        | Gerrid Pieterse Visser        |
| 1748-1749    | Gerrid Pieterse Visser  | Quirin van den Kop            |
| 1750-1752    | Quirin van den Kop      | Antony van Doorn              |
| ??           | ??                      |                               |
| 1755-1757    | Quirin van den Kop      | Mattheis van Herwaarden       |
| 1758-1768    | Quirin van den Kop      | Gerrid Pieterse Visser        |
| 1769-1775    | Antony van Doorn        | Quirin van den Kop            |
| 1776         | Quirin van den Kop      | Jan van der Does              |
| 1777         | Gijsbert Hakkert        | Antonius Gijsbertus Beekman   |
| 1778         | Adam Vis                | Adriaan van Leerdam           |
| 1779-1780    | Quirin van den Kop      | Gijsbert Hakkert              |
| 1781-1782    | Adam Vis                | Adriaan van Leerdam           |
| 1783         | Huibert van Eyseren     | Adriaan Herman van Doorn      |
| ??           | ??                      |                               |
| 1789         | Adam Vis                | Huibert van Eijseren Willemsz |
| 1790         | Jan Visser              | Wouter van Arkel              |
| 1795-1796    | Cornelis van Someren    | Jan Visser                    |

## Vanaf 19e eeuw
| Ambtsperiode | Naam burgemeester        | Partij of stroming | Bijzonderheden                                                                                             |
| ------------ | ------------------------ | ------------------ | --- |
| 18?? - 18??  | ??                       |                    | |
| 18?? - 1852  | C.J. Hoolboom            |                    | |
| 1852         | Felix (F.) de Klopper    |                    | tevens burgemeester van Heukelum (1851-1852) en Spijk (1851-1852), eerder van Arkel, later van Schoonhoven |
| 1852 - 1853  | J.J. Noman               |                    | tevens burgemeester van Heukelum en Spijk                                                                  |
| 1853 - 1886  | J.C.M. Pompe             |                    | tevens burgemeester van Heukelum en Spijk (in 1855 opgegaan in Heukelum)                                   |
| 1886 - 1891  | D.F.H.G. van Iterson     |                    | tevens burgemeester van Heukelum                                                                           |
| 1891 - 1925  | E.F.J. Hoolboom          |                    | tevens burgemeester van Heukelum                                                                           |
| 1925 - 1938  | Rokus (G.R.) Vonk        | ARP                | tevens burgemeester van Heukelum                                                                           |
| 1939 - 1966  | Jan (J.) van Meeuwen     | ARP                | tevens burgemeester van Heukelum                                                                           |
| 1967 - 1979  | Sjoerd (S.H.) Scheenstra | CHU / CDA          | tevens burgemeester van Heukelum, later van burgemeester van Oegstgeest                                    |
| 1980 - 1986  | Jacob (J.A.) de Jongh    | CDA                | tevens burgemeester van Heukelum, later burgemeester van Vuren/Lingewaal                                   |